# Diogo de Silves
Diogo de Silves, piloto  portugués que avistó la Isla de Santa María, Azores y probablemente también la isla de San Miguel, en el año 1427, en el regreso de un viaje a Madeira. 
Se sabe poco sobre la identidad de este navegante, tan solo una referencia en una  carta realizada por el cartógrafo catalán Gabriel  de  Vallseca de Mallorca y  datada en 1439, donde una leyenda declara: 

Aquestes isles foram trobades p diego de ??? pelot del rey de portugal an lany MCCCCXX?II 
(Traducción: "Estas islas fueron halladas por Diego de ??? piloto del Rey de Portugal en el año 14??")

El mapa sufrió un accidente con un tintero en 1869, dañando la leyenda y dificultando la lectura del sobrenombre y del año.

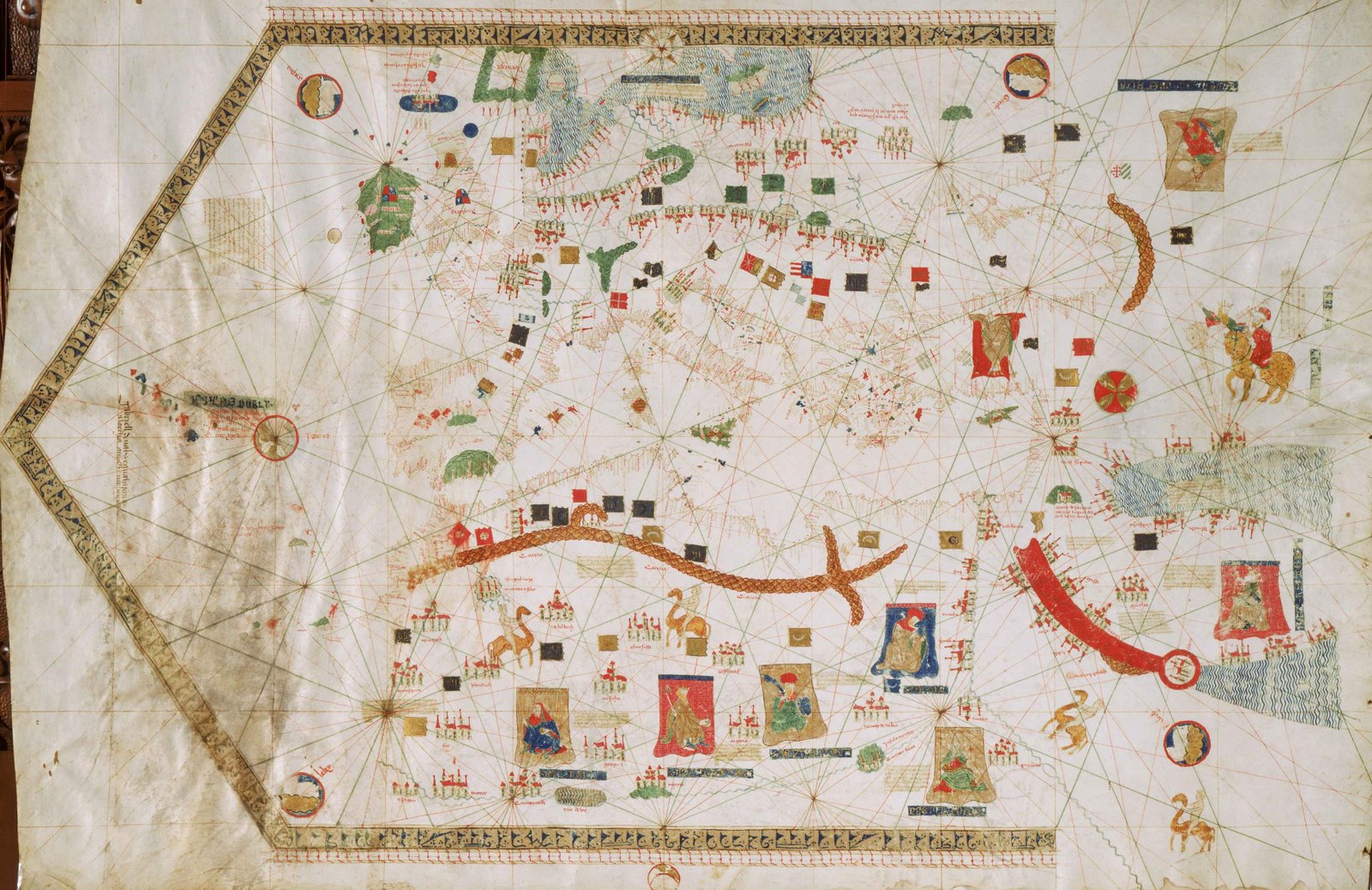
Mapa de 1439 de Gabriel Vallseca.

Estudiada por el insigne historiador portugués Damião Peres (1889-1976), como en aquella época  generalmente los apellidos (sobrenombres) eran toponímicos, optó por la referencia a Silves, que podría indicar que el marino fuese  natural de esa ciudad del Algarve, lo cual tiene sentido si se recuerda que los primeros navegantes algarveños fueron los protagonistas de muchos de los descubrimientos.
Aunque otros autores opinan que el nombre puede ser Sines u otras variantes, sin embargo, la opinión de Peres es la más aceptada hasta hoy.